# ウェイ・ルイ
ウェイ・ルイ（簡体字:魏锐、ぎ えい、英語: Wei Rui、1991年5月25日 - ）は、中国のキックボクサー。河南省周口市出身。大東翔クラブ/CFP 所属。初代K-1 WORLD GPライト級王者。

## 来歴
武術学校で散打を学び、中国の名門・大東翔クラブに入門。

### K-1 WORLD GPライト級王座獲得
2017年2月25日、K-1 WORLD GP 初代ライト級王座決定トーナメントに出場、1回戦で佐々木大蔵と対戦し、2Rに2ダウンを奪いKO勝ち。準決勝でクリスチャン・スペトゥクと対戦し、判定勝ち。続く決勝戦で平本蓮と対戦し、2-1の判定勝ちを収め、トーナメント優勝を果たし、K-1初参戦でK-1 WORLD GP初代ライト級王座の獲得に成功した。
2017年6月18日、K-1 WORLD GPライト級王座の防衛戦でゴンナパー・ウィラサクレックと対戦し、2-0の判定勝ちを収め、王座の初防衛に成功した。
2018年3月21日、K-1 WORLD GP 2018 JAPAN ～K'FESTA.1～で、2度目の防衛戦として卜部功也戦が組まれたものの、ウェイ・ルイが計量で規定体重を700gオーバーしクリアできず失格。ウェイにはペナルティとしてファイトマネーの20％没収及び、減点1と10オンスグローブ着用のハンデが与えられての試合となり、王座も剥奪となった。試合は2ラウンドに左ストレートでKO負けを喫し、2度目の王座防衛に失敗した。
2018年以降はK-1を離脱し、それまで主戦場にしていたGlory of Herosや武林風など中国の団体に移籍。

### 総合格闘技
2018年10月、総合格闘技に挑戦。Glory of Heroes 35で、同じく総合格闘技初挑戦でプロ格闘技デビューを行うAdib Nazrishoevと対戦するも、マウントポジションを奪われると一方的にパウンドを受け、最後は後ろを向いた際にリアネイキドチョークで1R一本負けを喫した。

## 戦績
| キックボクシング 戦績 | キックボクシング 戦績 | キックボクシング 戦績 | キックボクシング 戦績 | キックボクシング 戦績 | キックボクシング 戦績 | キックボクシング 戦績 |
| --------------------- | --------------------- | --------------------- | --------------------- | --------------------- | --------------------- | --------------------- |
| 73 試合               | (T)KO                 | 判定                  | その他                | 引き分け              | 無効試合              |                       |
| 70 勝                 | 26                    | 44                    | 0                     | 0                     | 0                     |                       |
| 3 敗                  | 1                     | 2                     | 0                     | 0                     | 0                     |                       |

| 勝敗 | 対戦相手                               | 試合結果                            | 大会名 | 開催年月日     |
| ○    | 秋元皓貴                               | 3R終了 判定3-0                      | ONE Fight Night 22                                                                                                   | 2024年5月4日   |
| ○    | 東本央貴                               | 3R終了 判定3-0                      | 武林風 536 | 2023年4月22日  |
| ○    | アドリアン・マキシム                   | 3R終了 判定3-0                      | 武林風 534 | 2023年2月4日   |
| ○    | パール・サポーン                       | 3R終了 判定                         | 武林風 529 | 2022年4月11日  |
| ○    | セルゲイ・ルトチェンコ                 | 3R終了 判定3-0                      | 武林風 527 | 2022年1月1日   |
| ○    | モスレム・ラシャニ                     | 1R 2:02 KO（左ストレート）          | 武林風 523 | 2021年10月30日 |
| ○    | リュウ・ウェイ                         | 3R+延長1R終了 判定                  | 武林風 516 | 2021年3月27日  |
| ○    | 鄭軍峰                                 | 3R終了 判定                         | 武林風 2021:Global Kung Fu Festival                                                                                  | 2021年1月23日  |
| ○    | サシャ・ヨヴァノヴィッチ               | 2R 2:12 KO                          | Glory of Heroes 33: Shanghai                                                                                         | 2018年7月28日  |
| ○    | ドン・ザーチー                         | 2R 1:58 KO                          | Glory of Heroes 32: Huizhou 【GOH 63kg Championship Tournament 決勝】                                                | 2018年7月7日   |
| ×    | 卜部功也                               | 2R 1:15 KO（左ストレート）          | K-1 WORLD GP 2018 JAPAN ～K'FESTA.1～ 【K-1 WORLD GPライト級タイトルマッチ】                                         | 2018年3月21日  |
| ○    | Phosa Nopphorn                         | 1R 1:00 KO                          | Glory of Heroes: Guangzhou                                                                                           | 2018年1月13日  |
| ○    | ジーザス・ロメロ                       | 3R終了 判定3-0                      | Glory of Heroes: 中国 VS スペイン / ストライカーズ・リーグ: マドリッド                                               | 2017年11月11日 |
| ○    | Thanonchai Thor. Sangtiannoi           | 3R終了 判定3-0                      | Glory of Heroes: Luoyang 【GOH 63kg級王座決定トーナメント準決勝】                                                    | 2017年9月23日  |
| ○    | ゴンナパー・ウィラサクレック           | 3R終了 判定2-0                      | K-1 WORLD GP 2017 JAPAN ～第2代スーパー・ウェルター級王座決定トーナメント～ 【K-1 WORLD GPライト級タイトルマッチ】   | 2017年6月18日  |
| ○    | Narongwut Kaeongam                     | 2R TKO                              | Rise of Heroes: Chengde                                                                                              | 2017年4月28日  |
| ○    | 平本蓮                                 | 3R終了 判定2-1                      | K-1 WORLD GP 2017 JAPAN ～初代ライト級王座決定トーナメント～ 【K-1 WORLD GP 初代ライト級王座決定トーナメント決勝戦】 | 2017年2月25日  |
| ○    | クリスチャン・スペトゥク               | 3R終了 判定3-0                      | K-1 WORLD GP 2017 JAPAN ～初代ライト級王座決定トーナメント～ 【K-1 WORLD GP 初代ライト級王座決定トーナメント準決勝】 | 2017年2月25日  |
| ○    | 佐々木大蔵                             | 2R 1:04 KO（2ダウン：左ストレート） | K-1 WORLD GP 2017 JAPAN ～初代ライト級王座決定トーナメント～ 【K-1 WORLD GP 初代ライト級王座決定トーナメント1回戦】  | 2017年2月25日  |
| ○    | ペットパノムルン・キャットムーカオ     | 3R+延長1R終了 判定3-0               | Glory of Heroes 6 | 2017年1月14日  |
| ○    | Piyawong Kaliku                        | 2R 1:24 TKO                         | Rise of Heroes 3 | 2016年10月29日 |
| ○    | Kaiwanlek Tor Laksong                  | 3R TKO                              | Glory of Heroes 5 | 2016年10月1日  |
| ○    | マクシム・ペトケビッチ                 | 3R+延長1R終了 判定3-0               | Rise of Heroes 1 | 2016年9月17日  |
| ○    | Matteo Taccini                         | 3R終了 判定3-0                      | Glory of Heroes 4 | 2016年8月6日   |
| ○    | Khyzer Hayat Nawaz                     | 3R終了 判定3-0                      | Glory of Heroes 3 | 2016年7月2日   |
| ○    | 林健太                                 | 3R KO                               | 武林風 vs Krush | 2016年6月4日   |
| ○    | 潘隆成                                 | 3R終了 判定3-0                      | Glory of Heroes 2 | 2016年5月7日   |
| ○    | 中村敏射                               | 1R 1:10 KO                          | Glory of Heroes 1 | 2016年4月2日   |
| ○    | 嶋田裕介                               | 1R KO                               | 武林風 2016 | 2016年3月5日   |
| ○    | パコーン・P.K.セーンチャイムエタイジム | 3R終了 判定3-0                      | 武林風 ワールド・チャンピオンシップ 2016                                                                             | 2016年1月23日  |
| ○    | ドン・ザーチー                         | 4R TKO                              | WLF ワールド・チャンピオンシップ 2015 【WLF -63kg級世界カンフー王座決定トーナメント決勝戦】                          | 2015年12月5日  |
| ○    | パコーン・P.K.セーンチャイムエタイジム | 3R終了 判定3-0                      | WLF ワールド・チャンピオンシップ 2015 【WLF -63kg級世界カンフー王座決定トーナメント準決勝】                          | 2015年12月5日  |
| ○    | Kronphet Phetrachapat                  | 3R終了 判定2-1                      | 武林風 & WCKムエタイ: 中国 vs アメリカ                                                                               | 2015年11月13日 |
| ○    | Buray Bozaryilmaz                      | 3R終了 判定3-0                      | 武林風 2015 | 2015年10月24日 |
| ○    | クリス・ウェルズ                       | 3R終了 判定3-0                      | 武林風 2015 – ニュージーランド vs 中国                                                                               | 2015年9月19日  |
| ○    | Bohdan Kopkin                          | 3R終了 判定3-0                      | WLF ワールド・チャンピオンシップ 2015 【WLF -63kg級世界カンフー王座決定トーナメント準々決勝】                        | 2015年8月1日   |
| ○    | Mahdi Mahmoudvand                      | 3R終了 判定3-0                      | WLF ワールド・チャンピオンシップ 2015 【WLF -63kg級世界カンフー王座決定トーナメント1回戦】                           | 2015年8月1日   |
| ○    | Yodsing Po.To.Oo.Pan hok               | 3R終了 判定3-0                      | 武林風 2014 – King’s Cup 2014                                                                                        | 2014年12月5日  |
| ○    | ジョシュ・カナナン                     | 1R TKO                              | 武林風 & WCKムエタイ: 中国 vs アメリカ                                                                               | 2014年11月1日  |
| ○    | Casanova Lubo                          | 3R終了 判定3-0                      | 武林風 2014 | 2014年10月4日  |
| ○    | Abdel Aziz Ennahachi                   | 2R TKO                              | 武林風 2014 – オランダ vs 中国                                                                                       | 2014年9月28日  |
| ○    | DuoLra                                 | 1R KO                               | 武林風 2014 | 2014年9月9日   |
| ○    | Anson Chin                             | 1R KO                               | 武林風 2014 インターナショナル・チャンピオン 【WLF -63kg級インターナショナル王座決定トーナメント決勝戦】             | 2014年8月30日  |
| ○    | Denis Puric                            | 2R KO                               | 武林風 2014 インターナショナル・チャンピオン 【WLF -63kg級インターナショナル王座決定トーナメント準決勝】             | 2014年8月30日  |
| ×    | Kaiwanlek Tor Laksong                  | 判定0-3                             | 武林風 & Thailand Queen’s Cup 2014                                                                                   | 2014年8月12日  |
| ○    | Nurgalliyev Hanaharti                  | 判定3-0                             | 武林風 2014 | 2014年7月26日  |
| ○    | デビッド・ウォーガン                   | 2R TKO                              | 武林風 2014 | 2014年6月14日  |
| ○    | Longchai                               | KO                                  | 武林風 2014 | 2014年5月23日  |
| ○    | Johann Dederer                         | 1R TKO                              | 武林風 2014 - Day of Destruction 8                                                                                   | 2014年5月10日  |
| ○    | Tucker                                 | 判定3-0                             | 武林風 2014 | 2014年3月7日   |
| ×    | Lerdsila Chumpairtour                  | 判定0-3                             | 武林風 & クンルン・ファイト 2 & MAXムエタイ 6                                                                        | 2014年8月12日  |
| ○    | Francis                                | TKO                                 | 武林風 2014 | 2014年1月26日  |
| ○    | Walloon Gaish                          | 3R終了 判定3-0                      | 武林風 2013 | 2013年12月2日  |
| ○    | Emma                                   | 2R TKO                              | 武林風 2013 | 2013年10月12日 |
| ○    | Charlie                                | 1R 0:03 KO                          | 武林風 2013 | 2013年9月13日  |

## 獲得タイトル
- WLF -63kg級世界カンフー王座
- WLF -63kg級インターナショナル王座
- 初代K-1 WORLD GPライト級王座（防衛1度）
- Strikers League -63kg級世界王座